# Euphorbia gumaroi
Euphorbia gumaroi är en törelväxtart som beskrevs av J.Meyrán. Euphorbia gumaroi ingår i släktet törlar, och familjen törelväxter. Inga underarter finns listade i Catalogue of Life.